# Pedro Martell
Pedro Martell (? - 1244) fue un experto navegante catalán que conocía la importancia de las Islas Baleares en el entramado comercial del Mediterráneo. Martell fue quien convenció al rey Jaime I de Aragón, durante un banquete celebrado en Tarragona a finales de 1228 en el proyecto de conquistar la isla de Mallorca, participando él mismo en ella, así como en la conquista de Valencia. Hecho que puede ser observado durante el banquete que ilustra una miniatura de la autobiografía de Jaime I en el Libro de los hechos.